# Periodoncista
El periodoncista es un odontólogo o dentista especializado en la prevención, diagnóstico y tratamiento de la enfermedad periodontal (encías) y en la colocación de implantes dentales.
Los periodoncistas reciben un entrenamiento intensivo en estas áreas. La especialidad de periodoncia se realiza después de la carrera de odontología general. Los periodoncistas están familiarizados con las últimas técnicas de diagnóstico y tratamiento de la enfermedad periodontal. Además también pueden realizar operaciones de cosmética dental.
Además del periodoncista existen otros especialistas de la odontología:
- Odontólogo General
- Radiólogo Dentomaxilofacial
- Odontopediatra
- Endodoncista
- Implantólogo Bucomaxilofacial
- Radiólogo Dentomaxilofacial
- Patólogo Bucomaxilofacial
- Cirujano Maxilofacial